# Loab

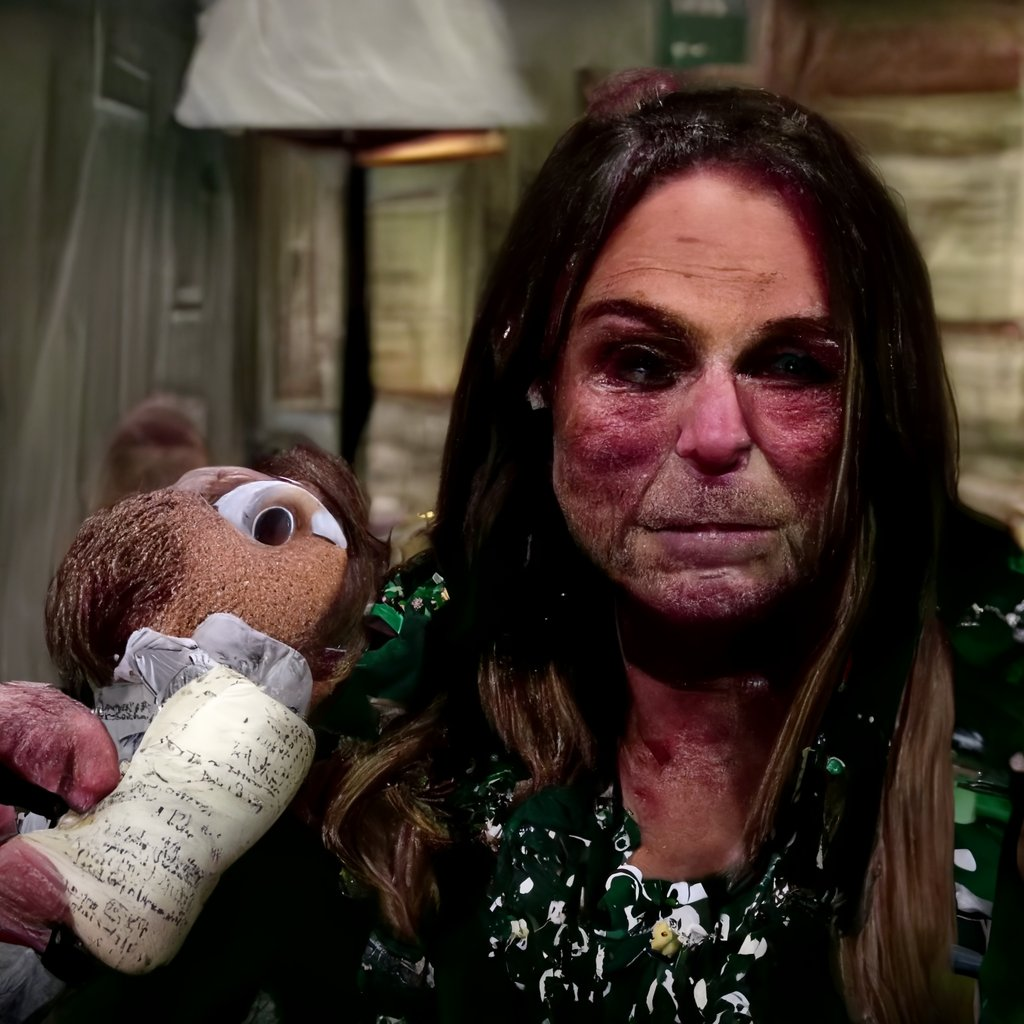
Una imagen de Loab

Loab es el nombre dado a una imagen creada a través de escritura por una inteligencia artificial (IA) que presenta a una anciana angustiada y con un rostro macabro, el usuario lo describió como una propiedad inesperadamente emergente del mismo software, descubierta al pedirle que produjera algo "lo más diferente posible".

## Historia
Fue generado por primera vez en abril de 2022 por el usuario de Twitter Supercomposite utilizando la técnica algorítmica de "crear imágenes a través de escritura" accediendo a un espacio latente, –el aviso inicial 'Brando::–1'– generando distintamente a lo escrito un edificio con letras crípticas; al escribir las letras de la imagen a su vez crearían a Loab, cuyas iteraciones posteriores se volvieron cada vez más oscuras y macabras, en sí mismas resultarían totalmente inesperado.
La persistencia de la imagen es también un misterio algorítmico en la medida en que se desvanece y reaparece nuevamente en un proceso el cual no se comprende. El software utilizado para crear las imágenes no ha sido, por distintas razones, divulgado por el usuario. Se han hecho referencia a Loab como el "primer críptido generado por una IA" y esto lo ha vuelto en un fenómeno viral. A pesar de exagerar la naturaleza críptica del descubrimiento en su redacción, Supercomposite admitió que "Loab no está realmente embrujado, por supuesto", pero señaló que el mito que ha surgido en torno al personaje generado por IA ha ido más allá de su participación inicial. A dado que otros artistas están creando más imágenes de Loab ahora, las futuras IA usarán esas imágenes como parte de sus mapas espaciales latentes, convirtiéndola en una parte innata del panorama de Internet actual, con Supercomposite agregando "Si queremos deshacernos de ella, ya es demasiado tarde".

## Respuesta
El proyecto ha sido controvertido hasta cierto punto, y la Revista Smithsoniana escribió que "Loab provocó largas conversaciones éticas sobre estética visual, arte y tecnología". Algunos usuarios también estaban molestos por la etiqueta de una mujer rosácea como una imagen de terror, considerando que toda la noción creepypasta de Loab es una "discapacidad estigmatizante". Supercomposite respondió que si el mapa de IA combina Loab con imágenes violentas, entonces eso es un "sesgo social" en los datos que se utilizan para el software de modelado de imágenes.  El escritor de The Atlantic Stephen Marche describió a Loab como una "forma de expresión que nunca antes había existido" cuya autoría no está clara y que existe como una "emanación de la herencia imaginística colectiva, la mente visual inconsciente". Laurens Verhagen en la revista neerlandesa de Volkskrant comentó que en lugar de mostrar que hay "criaturas oscuras escondidas en lo profundo de la IA", la existencia de Loab implica que nuestra "comprensión actual de la IA es limitada".  Mhairi Aitken del Instituto Alan Turing afirmó que, en lugar de una propiedad emergente "espeluznante", los resultados de salida como Loab son representativos de las "limitaciones de generación de imágenes de una IA" y estaba más preocupado por las leyendas urbanas que nacen de tales "aburridas" o cosas inocuas y con qué facilidad "otras personas toman estas cosas en serio".